# Кубок Англії з футболу 2020—2021
Кубок Англії з футболу 2020–2021 — 140-й розіграш найстарішого кубкового футбольного турніру у світі, Кубка виклику Футбольної Асоціації, також відомого як Кубок Англії. Титул вперше здобув Лестер Сіті.

## Перший раунд
На цій стадії турніру розпочинають грати клуби з Першої та Другої ліг.
Матчі пройшли 6-26 листопада 2020 року.
У дужках вказаний дивізіон, у якому виступає клуб у поточному сезоні. Якщо уточнення відсутнє, клуб з першого дивізіону системи футбольних ліг Англії — Прем'єр-ліги
| Дата         | Господарі                    | Рахунок      | Гості                       | Глядачі |
| ------------ | ---------------------------- | ------------ | --------------------------- | ------- |
| 6 листопада  | Гаррогейт Таун (4)           | 4:1          | Скелмерздейл Юнайтед (9)    | 0       |
| 7 листопада  | Тонбрідж Ейнджелс (6)        | 0:7          | Бредфорд Сіті (4)           | 0       |
| 7 листопада  | Ексетер Сіті (4)             | 4:1          | Файлд (6)                   | 0       |
| 7 листопада  | Лейтон Орієнт (4)            | 1:2          | Ньюпорт Каунті (4)          | 0       |
| 7 листопада  | Сандерленд (3)               | 0:1          | Менсфілд Таун (4)           | 0       |
| 7 листопада  | Болтон Вондерерз (4)         | 2:3          | Кру Александра (3)          | 0       |
| 7 листопада  | Оксфорд Юнайтед (3)          | 1:2          | Пітерборо Юнайтед (3)       | 0       |
| 7 листопада  | Волсолл (4)                  | 1:2          | Бристоль Роверз (3)         | 0       |
| 7 листопада  | Рочдейл (3)                  | 1:2          | Стокпорт Каунті (5)         | 0       |
| 7 листопада  | Свіндон Таун (3)             | 1:2          | Дарлінгтон (6)              | 0       |
| 7 листопада  | Транмер Роверз (4)           | 2:1          | Аккрінгтон Стенлі (3)       | 0       |
| 7 листопада  | Бромлі (5)                   | 0:1 дч       | Йовіл Таун (5)              | 0       |
| 7 листопада  | Челтнем Таун (4)             | 3:1          | Саут Шилдс (7)              | 0       |
| 7 листопада  | Стівенідж (4)                | 2:2 пен. 5:4 | Конкорд Рейнджерс (6)       | 0       |
| 7 листопада  | Джиллінгем (3)               | 3:2          | Вокінг (5)                  | 0       |
| 7 листопада  | Чарльтон Атлетік (3)         | 0:1          | Плімут Аргайл (3)           | 0       |
| 7 листопада  | Солфорд Сіті (4)             | 2:0 дч       | Гартлпул Юнайтед (5)        | 0       |
| 7 листопада  | Галл Сіті (3)                | 2:0          | Флітвуд Таун (3)            | 0       |
| 7 листопада  | Колчестер Юнайтед (4)        | 1:1 пен. 3:5 | Мерайн (8)                  | 0       |
| 7 листопада  | Дагенем енд Редбрідж (5)     | 3:1          | Грімсбі Таун (4)            | 0       |
| 7 листопада  | Кембридж Юнайтед (4)         | 0:2          | Шрусбері Таун (3)           | 0       |
| 7 листопада  | Бреклі Таун (6)              | 3:3 пен. 3:2 | Бішопс Стортфорд (7)        | 0       |
| 7 листопада  | Борем Вуд (5)                | 3:3 пен. 4:3 | Саутенд Юнайтед (4)         | 0       |
| 7 листопада  | Іпсвіч Таун (3)              | 2:3 дч       | Портсмут (3)                | 0       |
| 7 листопада  | Порт Вейл (4)                | 0:1          | Кінгс-Лінн Таун (5)         | 0       |
| 7 листопада  | Лінкольн Сіті (3)            | 6:2          | Форест Грін Роверз (4)      | 0       |
| 7 листопада  | Банбері Юнайтед (7)          | 1:2          | Канві Айленд (8)            | 0       |
| 7 листопада  | Юнайтед оф Манчестер (7)     | 1:5          | Донкастер Роверз (3)        | 0       |
| 8 листопада  | Сканторп Юнайтед (4)         | 2:3          | Соліхалл Мурс (5)           | 0       |
| 8 листопада  | Гавант енд Вотерлувілл (6)   | 1:0          | Крей Воллі Пейпер Міллс (8) | 0       |
| 8 листопада  | Барнет (5)                   | 1:0          | Бертон Альбіон (3)          | 0       |
| 8 листопада  | Віган Атлетік (3)            | 2:3 дч       | Чорлі (6)                   | 0       |
| 8 листопада  | Молдон енд Тіптрі (8)        | 0:1          | Моркам (4)                  | 0       |
| 8 листопада  | Торкі Юнайтед (5)            | 5:6 дч       | Кроулі Таун (4)             | 0       |
| 8 листопада  | Хейз енд Ідінг Юнайтед (7)   | 2:2 пен. 3:4 | Карлайл Юнайтед (4)         | 0       |
| 8 листопада  | Істлі (5)                    | 0:0 пен. 3:4 | Мілтон-Кінз Донз (3)        | 0       |
| 8 листопада  | Гемптон енд Річмонд Боро (6) | 2:3          | Олдем Атлетік (4)           | 0       |
| 8 листопада  | Істборн Боро (6)             | 0:3          | Блекпул (3)                 | 0       |
| 9 листопада  | Оксфорд Сіті (6)             | 2:1          | Нортгемптон Таун (3)        | 0       |
| 26 листопада | Барроу (4)                   | 0:0 пен. 2:4 | Вімблдон (3)                | 0       |

## Другий раунд
Матчі пройшли з 27 до 30 листопада 2020 року.
| Дата         | Господарі             | Рахунок      | Гості                      | Глядачі |
| ------------ | --------------------- | ------------ | -------------------------- | ------- |
| 27 листопада | Транмер Роверз (4)    | 1:0          | Бреклі Таун (6)            | 0       |
| 28 листопада | Моркам (4)            | 4:2 дч       | Соліхалл Мурс (5)          | 0       |
| 28 листопада | Джиллінгем (3)        | 2:3          | Ексетер Сіті (4)           | 0       |
| 28 листопада | Ньюпорт Каунті (4)    | 3:0          | Солфорд Сіті (4)           | 0       |
| 28 листопада | Гаррогейт Таун (4)    | 0:4          | Блекпул (3)                | 0       |
| 28 листопада | Плімут Аргайл (3)     | 2:0          | Лінкольн Сіті (3)          | 0       |
| 28 листопада | Портсмут (3)          | 6:1          | Кінгс-Лінн Таун (5)        | 0       |
| 28 листопада | Челтнем Таун (4)      | 2:1 дч       | Кру Александра (3)         | 0       |
| 28 листопада | Бредфорд Сіті (4)     | 1:2          | Олдем Атлетік (4)          | 0       |
| 28 листопада | Пітерборо Юнайтед (3) | 1:2          | Чорлі (6)                  | 0       |
| 29 листопада | Стівенідж (4)         | 1:1 пен. 6:5 | Галл Сіті (3)              | 0       |
| 29 листопада | Вімблдон (3)          | 1:2          | Кроулі Таун (4)            | 0       |
| 29 листопада | Стокпорт Каунті (5)   | 3:2 дч       | Йовіл Таун (5)             | 0       |
| 29 листопада | Шрусбері Таун (3)     | 1:0 дч       | Оксфорд Сіті (6)           | 0       |
| 29 листопада | Менсфілд Таун (4)     | 2:1 дч       | Дагенем енд Редбрідж (5)   | 0       |
| 29 листопада | Карлайл Юнайтед (4)   | 1:2          | Донкастер Роверз (3)       | 0       |
| 29 листопада | Барнет (5)            | 0:1          | Мілтон-Кінз Донз (3)       | 0       |
| 29 листопада | Бристоль Роверз (3)   | 6:0          | Дарлінгтон (6)             | 0       |
| 29 листопада | Мерайн (8)            | 1:0 дч       | Гавант енд Вотерлувілл (6) | 0       |
| 30 листопада | Канві Айленд (8)      | 0:3          | Борем Вуд (5)              | 0       |

## Третій раунд
Матчі пройшли з 8 до 19 січня 2021 року.
| Дата     | Господарі                | Рахунок      | Гості                    | Глядачі |
| -------- | ------------------------ | ------------ | ------------------------ | ------- |
| 8 січня  | Вулвергемптон Вондерерз  | 1:0          | Крістал Пелес            | 0       |
| 8 січня  | Астон Вілла              | 1:4          | Ліверпуль                | 0       |
| 9 січня  | Чорлі (6)                | 2:0          | Дербі Каунті (2)         | 0       |
| 9 січня  | Евертон                  | 2:1 дч       | Ротергем Юнайтед (2)     | 0       |
| 9 січня  | Ноттінгем Форест (2)     | 1:0          | Кардіфф Сіті (2)         | 0       |
| 9 січня  | Лутон Таун (2)           | 1:0          | Редінг (2)               | 0       |
| 9 січня  | Норвіч Сіті (2)          | 2:0          | Ковентрі Сіті (2)        | 0       |
| 9 січня  | Борем Вуд (5)            | 0:2          | Міллволл (2)             | 0       |
| 9 січня  | Бристоль Роверз (3)      | 2:3          | Шеффілд Юнайтед          | 0       |
| 9 січня  | Блекберн Роверз (2)      | 0:1          | Донкастер Роверз (3)     | 0       |
| 9 січня  | Бернлі                   | 1:1 пен. 4:3 | Мілтон-Кінз Донз (3)     | 0       |
| 9 січня  | Блекпул (3)              | 2:2 пен. 3:2 | Вест-Бромвіч Альбіон     | 0       |
| 9 січня  | Ексетер Сіті (4)         | 0:2          | Шеффілд Венсдей (2)      | 0       |
| 9 січня  | Вікем Вондерерз (2)      | 4:1          | Престон Норт-Енд (2)     | 0       |
| 9 січня  | Квінз Парк Рейнджерс (2) | 0:2 дч       | Фулгем                   | 0       |
| 9 січня  | Олдем Атлетік (4)        | 1:4          | Борнмут (2)              | 0       |
| 9 січня  | Стівенідж (4)            | 0:2          | Свонсі Сіті (2)          | 0       |
| 9 січня  | Сток Сіті (2)            | 0:4          | Лестер Сіті              | 0       |
| 9 січня  | Арсенал                  | 2:0 дч       | Ньюкасл Юнайтед          | 0       |
| 9 січня  | Брентфорд (2)            | 2:1          | Мідлсбро (2)             | 0       |
| 9 січня  | Гаддерсфілд Таун (2)     | 2:3          | Плімут Аргайл (3)        | 0       |
| 9 січня  | Манчестер Юнайтед        | 1:0          | Вотфорд (2)              | 0       |
| 10 січня | Барнслі (2)              | 2:0          | Транмер Роверз (4)       | 0       |
| 10 січня | Бристоль Сіті (2)        | 2:1          | Портсмут (3)             | 0       |
| 10 січня | Челсі                    | 4:0          | Моркам (4)               | 0       |
| 10 січня | Челтнем Таун (4)         | 2:1 дч       | Менсфілд Таун (4)        | 0       |
| 10 січня | Мерайн (8)               | 0:5          | Тоттенгем Готспур        | 0       |
| 10 січня | Кроулі Таун (4)          | 3:0          | Лідс Юнайтед             | 0       |
| 10 січня | Манчестер Сіті           | 3:0          | Бірмінгем Сіті (2)       | 0       |
| 10 січня | Ньюпорт Каунті (4)       | 1:1 пен. 3:4 | Брайтон енд Гоув Альбіон | 0       |
| 11 січня | Стокпорт Каунті (5)      | 0:1          | Вест Гем Юнайтед         | 0       |
| 19 січня | Саутгемптон              | 2:0          | Шрусбері Таун (3)        | 0       |

## Четвертий раунд
Матчі пройшли з 22 до 26 січня 2021 року.
| Дата     | Господарі                | Рахунок | Гості                   | Глядачі |
| -------- | ------------------------ | ------- | ----------------------- | ------- |
| 22 січня | Чорлі (6)                | 0:1     | Вулвергемптон Вондерерз | 0       |
| 23 січня | Саутгемптон              | 1:0     | Арсенал                 | 0       |
| 23 січня | Барнслі (2)              | 1:0     | Норвіч Сіті (2)         | 0       |
| 23 січня | Брайтон енд Гоув Альбіон | 2:1     | Блекпул (3)             | 0       |
| 23 січня | Міллволл (2)             | 0:3     | Бристоль Сіті (2)       | 0       |
| 23 січня | Шеффілд Юнайтед          | 2:1     | Плімут Аргайл (3)       | 0       |
| 23 січня | Свонсі Сіті (2)          | 5:1     | Ноттінгем Форест (2)    | 0       |
| 23 січня | Вест Гем Юнайтед         | 4:0     | Донкастер Роверз (3)    | 0       |
| 23 січня | Челтнем Таун (4)         | 1:3     | Манчестер Сіті          | 0       |
| 24 січня | Челсі                    | 3:1     | Лутон Таун (2)          | 0       |
| 24 січня | Брентфорд (2)            | 1:3     | Лестер Сіті             | 0       |
| 24 січня | Фулгем                   | 0:3     | Бернлі                  | 0       |
| 24 січня | Манчестер Юнайтед        | 3:2     | Ліверпуль               | 0       |
| 24 січня | Евертон                  | 3:0     | Шеффілд Венсдей (2)     | 0       |
| 25 січня | Вікем Вондерерз (2)      | 1:4     | Тоттенгем Готспур       | 0       |
| 26 січня | Борнмут (2)              | 2:1     | Кроулі Таун (4)         | 0       |

## П'ятий раунд
Матчі пройшли з 9 до 11 лютого 2021 року.
| Дата      | Господарі               | Рахунок | Гості                    | Глядачі |
| --------- | ----------------------- | ------- | ------------------------ | ------- |
| 9 лютого  | Бернлі                  | 0:2     | Борнмут (2)              | 0       |
| 9 лютого  | Манчестер Юнайтед       | 1:0 дч  | Вест Гем Юнайтед         | 0       |
| 10 лютого | Свонсі Сіті (2)         | 1:3     | Манчестер Сіті           | 0       |
| 10 лютого | Шеффілд Юнайтед         | 1:0     | Бристоль Сіті (2)        | 0       |
| 10 лютого | Лестер Сіті             | 1:0     | Брайтон енд Гоув Альбіон | 0       |
| 10 лютого | Евертон                 | 5:4 дч  | Тоттенгем Готспур        | 0       |
| 11 лютого | Вулвергемптон Вондерерз | 0:2     | Саутгемптон              | 0       |
| 11 лютого | Барнслі (2)             | 0:1     | Челсі                    | 0       |

## Шостий раунд
Матчі пройшли з 20 до 21 березня 2021 року.
| Дата       | Господарі   | Рахунок | Гості             | Глядачі |
| ---------- | ----------- | ------- | ----------------- | ------- |
| 20 березня | Евертон     | 0:2     | Манчестер Сіті    | 0       |
| 20 березня | Борнмут (2) | 0:3     | Саутгемптон       | 0       |
| 21 березня | Челсі       | 2:0     | Шеффілд Юнайтед   | 0       |
| 21 березня | Лестер Сіті | 3:1     | Манчестер Юнайтед | 0       |

## Півфінали
Матчі пройдуть 17 квітня 2021 року.
| Дата      | Господарі   | Рахунок | Гості          | Глядачі |
| --------- | ----------- | ------- | -------------- | ------- |
| 17 квітня | Челсі       | 1:0     | Манчестер Сіті | 0       |
| 17 квітня | Лестер Сіті | 1:0     | Саутгемптон    | 0       |

## Фінал
| 15 травня 2021 19:15 |

| «Челсі» | 0:1      | «Лестер Сіті» |
| ------- | -------- | ------------- |
|         | Протокол | Тілеманс 63'  |

| Вемблі, Лондон Глядачів: 20 000 Арбітр: Майкл Олівер |